# Cambarincola holostomus
Cambarincola holostomus är en ringmaskart som beskrevs av Hoffman 1963. Cambarincola holostomus ingår i släktet Cambarincola och familjen Cambarincolidae. Inga underarter finns listade i Catalogue of Life.